# SingStar Pop Hits 3
SingStar Pop Hits 3 es un juego de karaoke del sistema PlayStation 2 publicado por Sony Computer Entertainment Europe y desarrollado por SCEE y London Studio. Es la secuela al exitoso SingStar Pop Hits 2 también lanzado en Francia y es el último y más reciente título publicado en el territorio francés.
Este es el segundo título exclusivo para Francia y los países colindantes de habla francesa que se lanza con motivo del lanzamiento de otra versión exclusiva para cada país después del título internacional SingStar Summer Party. Se trata de una colección de 20 exitosos y más recientes temas franceses. En España se lanzó en su lugar SingStar Operación Triunfo y en Inglaterra SingStar Boybands VS Girlbands.
De nuevo, debido al éxito en la acogida de los temas, se lanza una nueva secuela a este título: SingStar Pop Hits 4.

## SingStar Pop Hits 3Lista de canciones
| SingStar Pop Hits 3 |                              |
| Alexandra Lucci     | "Le Destin de Lisa"          |
| Cali                | "Comme J'étais En Vie"       |
| Christophe Maé      | "On S'attache"               |
| Christophe Maé      | "Parce Qu'on Ne Sait Jamais" |
| Clara Morgane       | "Sexy Girl"                  |
| Gaëtane Abrial      | "68 2008"                    |
| Kayliah             | "Caractère"                  |
| Kenza Farah         | "Je Me Bats"                 |
| Lorie               | "Je Vais Vite"               |
| Melissa M           | "Cette Fois"                 |
| Mokobé ft. Patson   | "C'est Dans La Joie"         |
| Neïman              | "Viens"                      |
| Pauline             | "Allo Le Monde"              |
| Plasticines         | "Loser"                      |
| Priscilla           | "Chante"                     |
| Sinsemilia          | "Tout le Bonheur Du Monde"   |
| Tony Parker         | "Balance Toi"                |
| Vegastar            | "5h Dans Ta Peau"            |
| Victoria            | "Le Héros D'un Autre"        |
| Yelle               | "A Cause Des Garçons"        |